# دوري كرة القاعدة الرئيسي 2012
دوري كرة القاعدة الرئيسي 2012 (بالإنجليزية: 2012 Major League Baseball season)‏ هو الموسم 110 من  دوري كرة القاعدة الرئيسي. أقيم خلال الفترة 2012 وحتى 28 أكتوبر 2012، والذي يشرف على تنظيمه دوري كرة القاعدة الرئيسي، وكان عدد الأندية المشاركة فيه  30، وفاز فيه سان فرانسيسكو جاينتس.